# Montacuta tehuelcha
Montacuta tehuelcha is een tweekleppigensoort uit de familie van de Lasaeidae. De wetenschappelijke naam van de soort werd als Tellimya tehuelcha in 2012 gepubliceerd door Zelaya & Ituarte.